# Пауло-молодший
Пауло Шисто Пінту молодший (порт. Paulo Xisto Pinto Jr.) — бразильський музикант, найбільш відомий як бас-гітарист гурту Sepultura.

## Біографія
Пауло-молодший народився та виріс в бразильському місті Белу-Орізонті. 1984 року він познайомився із братами Максом та Ігорем Кавалерою, з якими невдовзі заснував рок-гурт Sepultura. Пауло-молодший грав на бас-гітарі та протягом наступних 40 років записав із гуртом п'ятнадцять альбомів, залишаючись єдиним зі співзасновників у складі (Макс Кавалера залишив Sepultura 1996 року, а Ігор Кавалера — 2006 року).
Серед інших музичних проєктів Пауло-молодшого — проєкт The Unabomber Files, а також співпраця зі Скоттом Бернсом, Хайро Гуедешем, Едгаром Сантосом.

## Дискографія
Sepultura
- 1986 — Morbid Visions
- 1987 — Schizophrenia
- 1989 — Beneath the Remains
- 1991 — Arise
- 1993 — Chaos A.D.
- 1996 — Roots
- 1998 — Against
- 2001 — Nation
- 2003 — Roorback
- 2006 — Dante XXI
- 2008 — A-Lex
- 2011 — Kairos
- 2013 — The Mediator Between Head and Hands Must Be the Heart
- 2017 — Machine Messiah
- 2020 — Quadra[4][5]

The Unabomber Files
- 2013 — The Unabomber Files (EP)
- 2018 — The Enemy of My Enemy Is My Best Friend (EP)[6][7]